# Philips Stadion
O Philips Stadion é  um estádio localizado em Eindhoven, Holanda. É a casa da equipe de futebol PSV Eindhoven.
Inaugurado em 31 de Agosto de 1913 com apenas trezentos lugares, localizado próximo a fábrica da Philips, no bairro conhecido como Vila Philips (Philipsdorp em neerlandês), sofreu grande destruição no final da Segunda Guerra Mundial, assim como a cidade.
Foi reparado e teve a sua capacidade aumentada para 22.000 lugares em 1958. Com as reformas e ampliações em 1995 e 2000, tem capacidade para 35.000 espetadores. Há projetos para uma nova ampliação para 40.000 lugares.
O recorde oficial de público é de 35,292 espetadores, em 15 de setembro de 2015, na partida entre PSV e Manchester United.
Recebeu a final da Copa da UEFA de 2006, entre Sevilla FC e Middlesbrough FC e algumas partidas da Eurocopa de 2000. É um dos estádios 4 Estrelas, segundo a UEFA.